# X15p

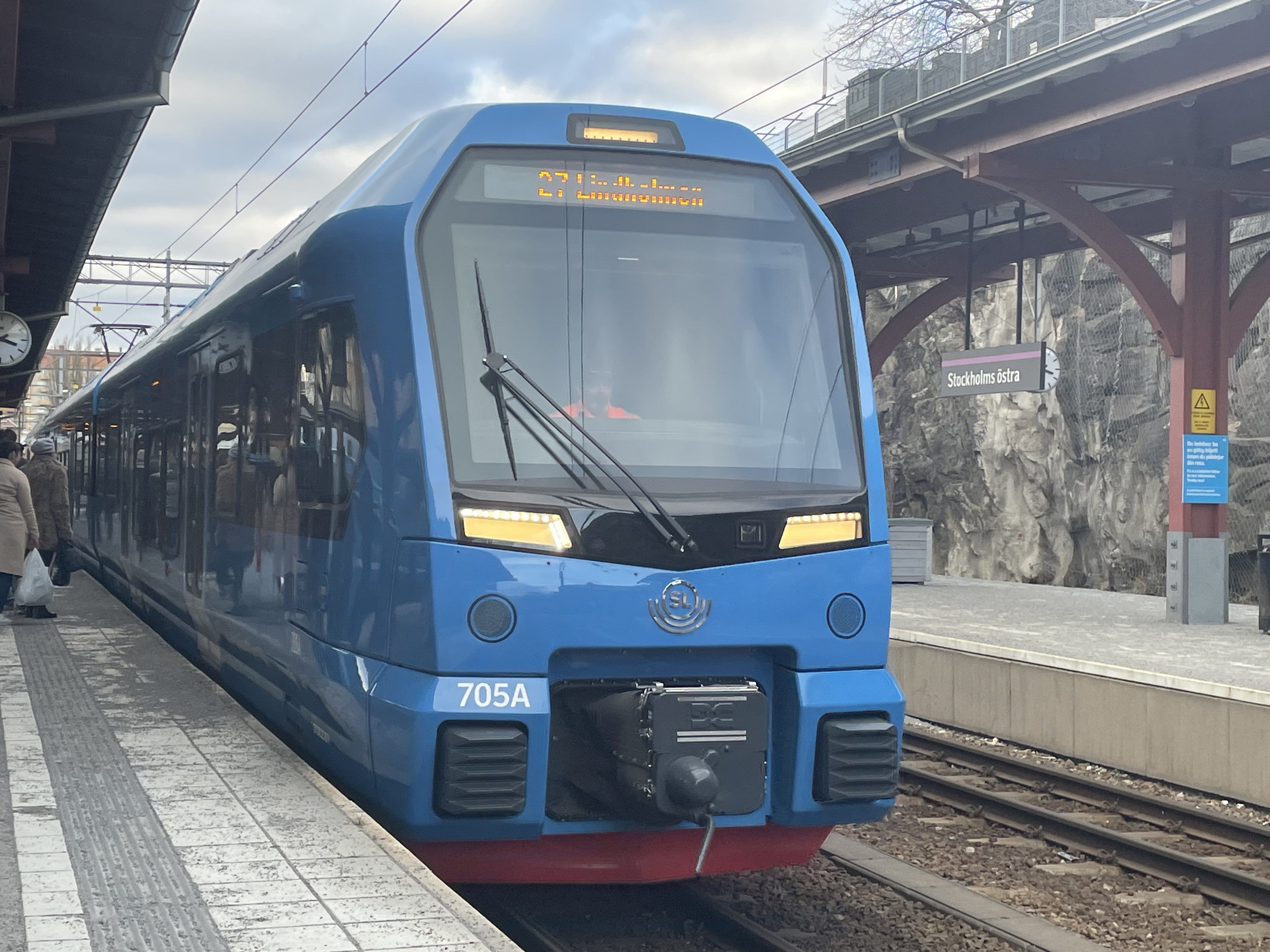
X15p vid Stockholms östra

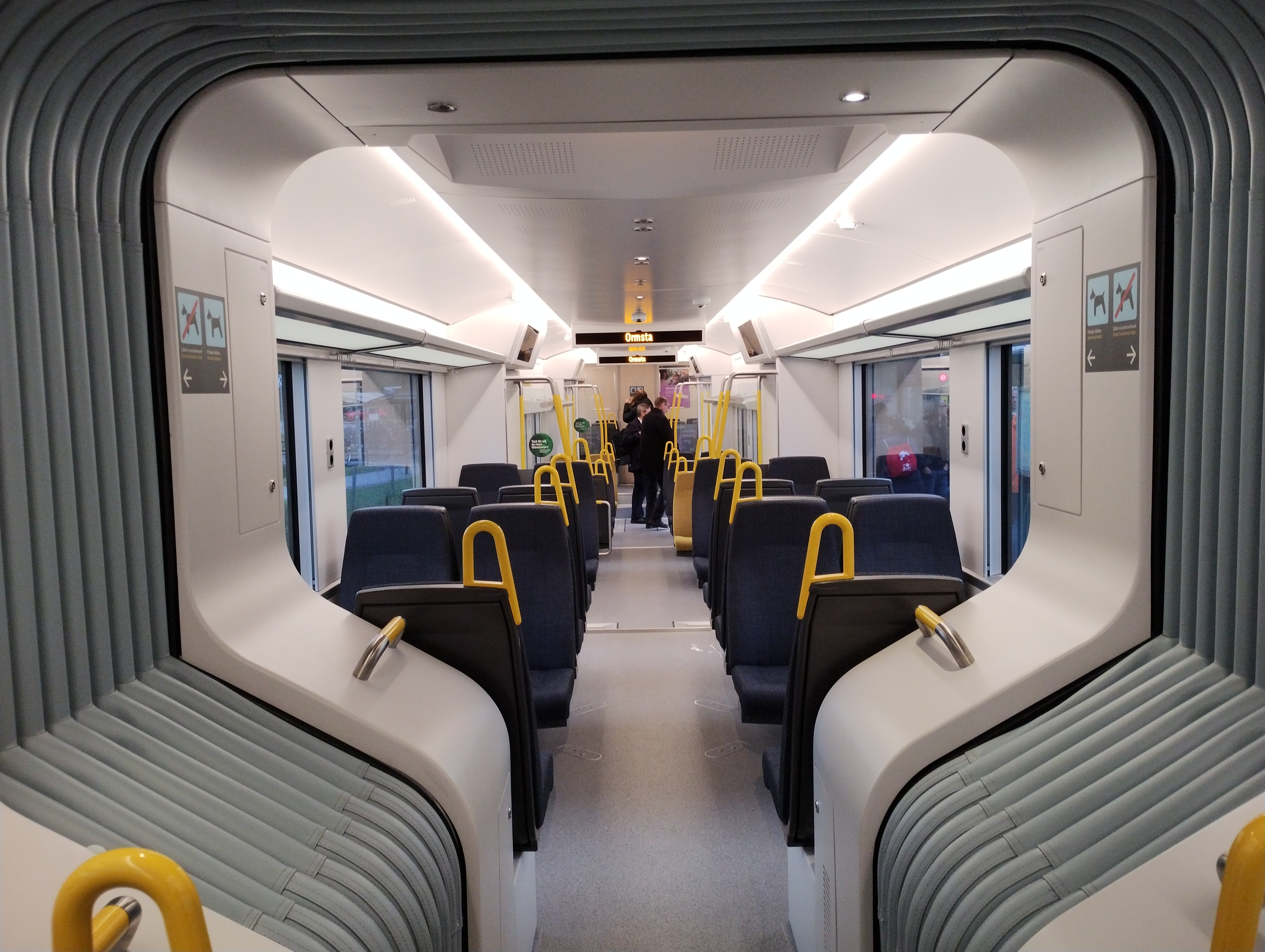
X15p interiör

X15p är beteckningen på ett smalspårigt (891 mm), elektriskt motorvagnståg, tillverkad av schweiziska Stadler Rail som används på Roslagsbanan sedan 2023.

## Bakgrund
År 2016 upphandlade SL nya fordon av schweiziska Stadler Rail för trafik på Roslagsbanan.
Ursprungligen beställdes 22 fordon år 2016 för att möjliggöra utökad trafik på Roslagsbanan, med option på ytterligare 45 tåg. Kraven för de nya vagnarna var att vara driftsäkra med bra tillgänglighet samt bra utformning och komfort. 
De skulle också vara tystare, snabbare och ha mer plats för passagerare än de befintliga fordonen X10p. I februari 2022 utnyttjades delar av optionen då ytterligare fyra fordon beställdes, vilket gör att det totala antalet beställda fordon uppgår till 26 stycken. För att underhålla de nya vagnarna så byggdes en ny depå i Molnby, Vallentuna vid namn Vallentunadepån.

## Leverans och testning
Det första X15p-tågsättet levererades till Roslagsbanan från Schweiz i slutet av 2020 och därefter började testkörningarna.

## I trafik
Den 31 oktober 2023 sattes det första X15p-tågsättet i ordinarie tjänst på Roslagsbanan, därefter så har flera X15p-tågsätt satts i trafik.  Per juli 2025 är det 17 stycken vagnar tillgängliga för trafik och det beräknas ta 6-7 år innan alla gamla fordon har bytts ut.
vagnar som går i trafik (juli 2025):
701-705, 707, 710-716, 718-721 (17 stycken).

## Teknisk fakta

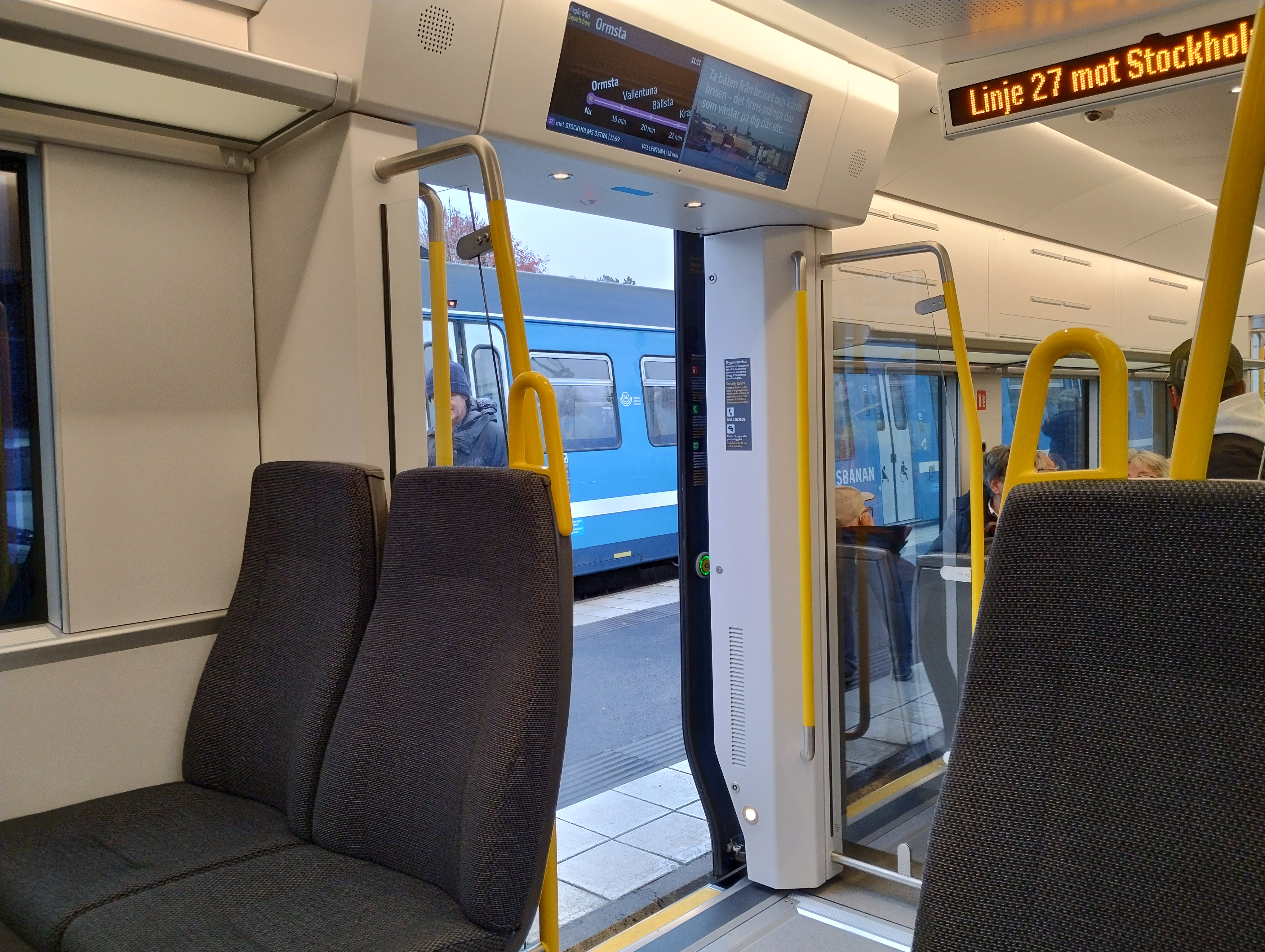
X15p interiör

X15p:s vagnskorgar är byggda i aluminium vilket gör att vagnarna väger mycket mindre än traditionella stålvagnar. Fördelen med detta är att vagnarna får en lägre energiförbrukning samt att det förbättrar tågets acceleration. Tågen har en återvinningsgrad på 98%. X15p har lågt insteg samt med flexiutrymme där exempelvis cyklar, rullstolar och barnvagnar kan ställas. Tågen är också anpassade till det svenska vinterförhållanden samt är utrustade med luftkonditionering.    
Fordonen är strax under 60 meter långa och består av tre vagnskorgar med två dörrar vardera, dörrarna är också vitmålade för underlätta att personer med synnedsättning ska kunna hitta dörrarna lätt. Samtliga in- och utgångar har låga insteg. Två fordon kan kopplas ihop precis som Roslagsbanans befintliga tågtyp X10p, och i framtiden, när stationerna blivit anpassade, kommer tre fordon att kunna kopplas ihop till ett 180 meter långt tåg.
X15p har 162 sittplatser och 138 ståplatser vilket gör att totalt rymmer 300 passagerare. Sittplatserna har grått tyg förutom de prioriterade sittplatserna för personer med behov som har gult tyg för att underlätta att hitta till dem.  
Vagnarna är också utrustade med moderna digitala skärmar som visar linjens rutt samt trafikinformation.   